# N.F. Ravn
Niels Frederik Ravn (18. juni 1826 – 12. juni 1910), dansk politiker og minister.
Født i København, søn af lærredshandler Stephen Ravn og hustru Marie, født Bünge. Folketingsmand for Københavns 8. Kreds 1873-1900
N.F. Ravn havde flere ministerposter fra 1873 til 1900
Marineminister i Ministeriet Holstein-Holsteinborg i perioden 21. maj 1873 til 14. juli 1874.

Marineminister i Ministeriet Fonnesbech i perioden 14. juli 1874 til 11. juni 1875.

Krigsminister i Ministeriet Fonnesbech i perioden 14. juli 1874 til 26. august 1874.

Krigsminister i Ministeriet Estrup i perioden 1. april 1881 til 12. september 1884.

Marineminister i Ministeriet Estrup i perioden 12. september 1884 til 7. august 1894.

Marineminister i Ministeriet Reedtz-Thott i perioden 7. august 1894 til 23. maj 1897.

Udenrigsminister og Marineminister i Ministeriet Hørring i perioden 23. maj 1897 til 27. april 1900.